# W71 (核彈頭)

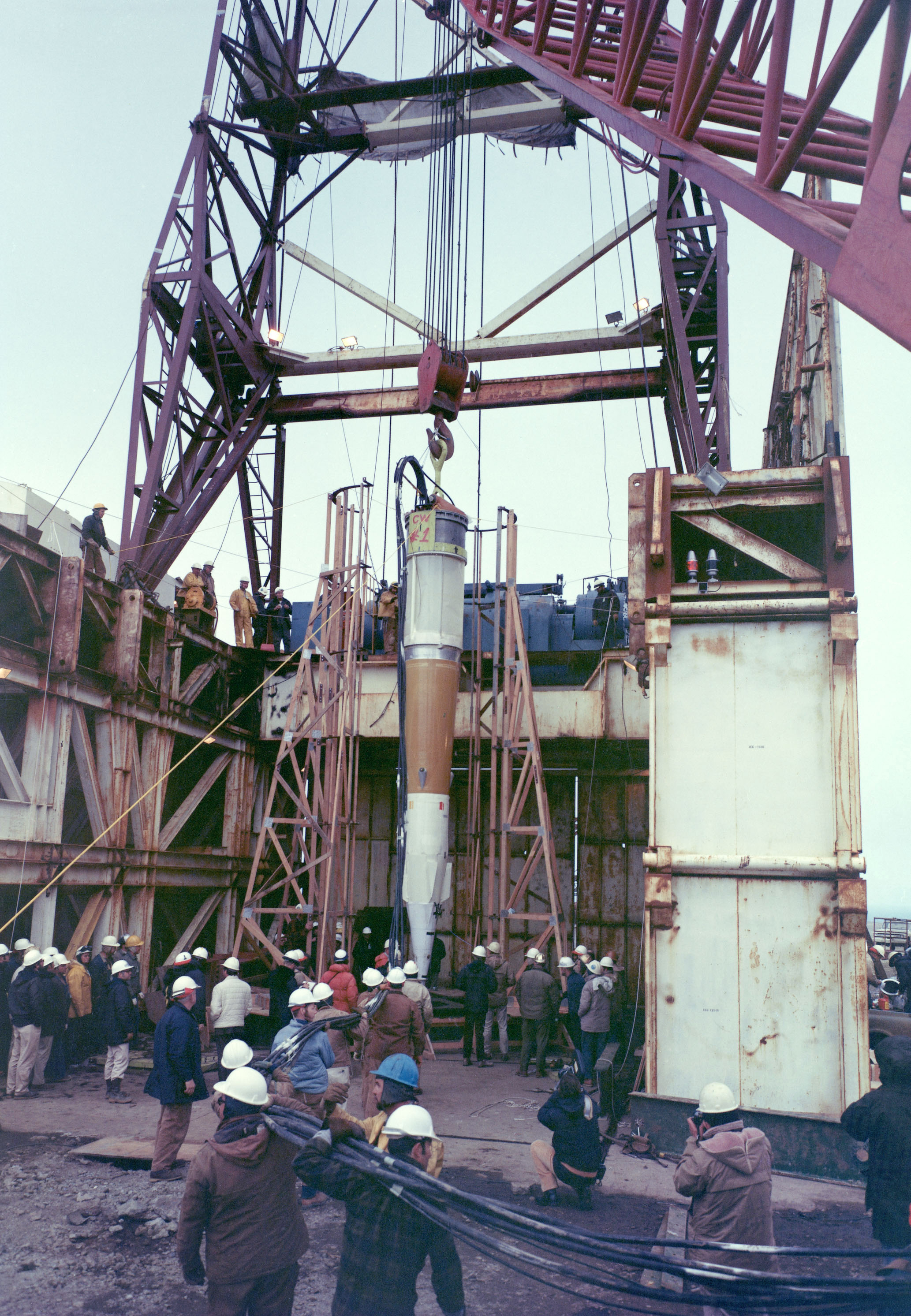
彈頭在鑽孔中下放

W71核彈頭是美國的一款熱核彈頭，由位於加州的勞倫斯利佛摩國家實驗室研發，並部署在LIM-49導彈上，是衛兵(英語: Safeguard Program)的一環，反彈道導彈防禦系統曾在1970年代在美國短暫地部署。
W71的設計用以在遠程攔截來襲的敵軍彈頭，約距離發射點450英里(720 km)。攔截在如此高的高度進行，與幾乎沒有空氣的近地軌道相當。在這個高度下，核爆炸所產生的X射線可以摧毀10英里(16 km)內來襲的重返大氣層載具，這使得引導導彈所需精度較早期的小於1,000 尺(300 m)的設計致命範圍要簡單得多。
W71的爆炸當量約為500萬噸(21 PJ)。彈頭的包裝大致是一個圓柱體，直徑為42英吋(1.1 m)，長101英吋(2.6 m)。完整彈頭重約2,850磅(1,290 kg)。
W71在爆炸時產生大量的X射線，並且需要將它的碎片和核裂變輸出降至最低，以減少裂變產物和碎片對反彈道導彈雷達系統造成的雷達屏蔽(英語: Radar blackout)效應。

## 設計
W71 的設計出現於1960年代中期，是在1963年簽定《部分禁止核試驗條約》之前進行的早期高空核試驗的研究結果。大量的核試驗，特別是1962年的魚碗行動(英語: Operation Fishbowl)，顯示了先前大量被低估、知之甚少的影響。其中便是在核爆炸期間產生的X射線的行為。X射線往往傾向在低空的幾十米範圍內的大氣反應。在高空，由於缺乏大氣和X射線反應，X射線的平均自由徑可能在幾十公里左右。
這顯示了一種當敵人的核重返大氣層載具仍在距離目標十分遠時，攻擊其的新方法。X射線轟擊敵人的彈頭的最外層，X射線通過迅速加熱一層薄薄外層物料，和彈頭反應，這產生的衝擊波會導致重返大氣層載具外部的防熱盾材料分離或剝落。重返大氣層載具會在重返的過程中解體。這種攻擊的主要優點是其攻擊距離十分長，長達30 km，它覆蓋了包含彈頭的大部分威脅管(英語: Threat tube，殺傷帶)以及其伴隨而來的各種雷達誘餌和雜波材料。以前的反彈道導彈需接近至敵方彈頭800呎(240 m)內，才能通過中子加熱以破壞敵方彈頭。
1965年 3月，貝爾實驗室收到了一份合同，開始改裝早期的LIM-49奈基-宙斯導彈，以延長其射程。最終形成了Zeus EX或DM-15X2，它使用原始宙斯導彈的第一節作為第二節，以及為新的第一節以提供更遠的射程。該設計在1967年1月被重新命名為Spartan，保留了最初的LIM-49的名稱。新型導彈的試驗在1970年4月從Meck島開始，是瓜加林環礁試驗場的一部分，該試驗場是為測試早期的奈基-宙斯系統而設立的。因為意識到需要快速部署系統，團隊採用「一次做好」的方法，將原始測試中的導彈設計為生產型號。
供Spartan用的彈頭是由勞倫斯利佛摩國家實驗室設計，以先前在犁鏵計劃中獲取的經驗設計。高空核爆炸的缺點是會產生大量電子干擾訊號，並且會形成一種稱為核屏蔽(英語: nuclear blackout)的效應，這會使大面積的雷達失靈。其中一些影響是因為裂變產物碎片在核爆炸的過程中釋放而造成的，因此小心地將炸彈設計為「乾淨」以減少這影響。犁鏵計劃先前曾探索過設計這種乾淨炸彈，作為將核爆炸物用於民用的一部分，其中必須盡量減少長壽命放射性核素的產生。
為了盡可能減少產生的X射線，W71據報使用了一個黃金包覆融合芯，而不是通常使用了貧鈾或鉛包覆融合芯。裡襯通常的主要目的是當初級組件爆炸，並觸發次級組件時在炸彈的外殼內捕獲X射線能量。為了達到這個目的，幾乎任何高原子序的金屬都可以使用，貧鈾被最常使用，因為在次級過程中釋放的中子可導致貧鈾發生裂變，並釋放大量能量。其中，爆炸能量的增長並不會造成任何影響，因為高空核爆炸四周的大氣十分稀薄，甚至沒有大氣來傳遞這能量，所以這個反應並沒有什麼價值。使用黃金可以最大程度增加產生的X射線，因為黃金有效率地輻射熱X射線(參見: 莫塞萊定律)。這種在加熱時，有效釋放X射線的性質與國家點火設施等慣性約束聚變實驗使用鍍金靶材的原因相同。在國會關於可能拆解W71的證詞中，美國能源部的一名官員將這種彈頭稱為「一座金礦」。
在2008年，美國能源部的解密文件指，W71的放射外殼包含釷。

## 殺傷力
在良好條件下，W71核彈頭的大氣層外殺傷半徑為30英里(48 km)，儘管後來據說它對「軟」目標的殺傷半徑為12英里(19 km)，對硬化彈頭只有4英里(6.4 km)。

## 生產與服役歷史
在1974至1975年間生產了30-39枚核彈頭。這些武器投入使用，但它服役不久後便在1975年被立即停止使用，並保存至1992年它們被拆解。W71 Spartan和衛兵十分短的服役時間，被認為很大程度上隨著蘇聯進攻性多目標重返大氣層載具(Multiple independent re-entry vehicles, MIRV)彈頭的發展過時有關，它與MRVs(Multiple re-entry vehicles)不同，一旦它們抵達太空，每個彈頭之間可以產生相當大的間距，因此需要至少發射一枚LIM-49導彈來攔截每枚MIRV彈頭。然而致命的是，由於每枚LIM-49導彈的價錢大概和敵方的洲際彈道導彈的價錢相同，敵方可以通過帶有多目標重返大氣層載具彈頭的洲際彈道導彈來簡單地克制反彈道導彈系統。

## 外部連結
- US nuclear weapons list at nuclearweaponarchive.org
- Spartan warhead image from nuclearweaponarchive.org
- W-71 warhead information including  at Globalsecurity.org （页面存档备份，存于）
- Time magazine, Round 2 at Amchitka[]